# Bataille de Palmito Ranch
Guerre de Sécession
Batailles
La bataille de Palmito Ranch, également connue sous les noms de bataille de Palmito Hill ou bataille de Palmetto Ranch, eut lieu les 12 et 13 mai 1865 pendant la guerre de Sécession, près de Brownsville. Elle opposa les armées de l'Union commandées par le lieutenant-colonel David Branson aux forces confédérées sous la direction du major John "Rip" Ford (en). C’est au cours de cette bataille que le dernier soldat de l'Union, John J. Williams, est tué au combat.